# Abádi Nagy Zoltán
Abádi Nagy Zoltán (születési neve: Nagy Zoltán) (Abádszalók, 1940. november 16. –) magyar irodalomtörténész, egyetemi tanár, műfordító. Az irodalomtudományok kandidátusa (1979) és az irodalomtudományok doktora (1993). A Filológiai Közlöny szerkesztőbizottsági tagja.

## Életpályája
Abádi Nagy Zoltán 1940. november 16-án született Abádszalókon Nagy Zoltán és Polyák Irén gyermekeként.
1960-1965 között a Kossuth Lajos Tudományegyetem hallgatója volt.
1965-1970 között a Kossuth Lajos Tudományegyetem Gyakorló Gimnázium tanára, majd vezető tanára volt. Ezután egy évig az egyetem angol tanszékén tanársegédként dolgozott. 1967-1968 között a Leedsi Egyetemen, 1972-1973 között a Duke Egyetemen ösztöndíjas volt. 1971-1981 között egyetemi adjunktus, 1981-1993 között pedig egyetemi docens, 1990-1991 között tanszékvezető volt. 1983-1992 között a Modern Filológiai Társaság angol-amerikai szakosztályának alelnöke, majd elnöke volt. 1990-2007 között a Hungarian Studies in English és a Hungarian Journal of English and American Studies főszerkesztője volt. 1991-1993 között az észak-amerikai tanszék docense, 1991-1992 között tanszékvezetője, az Angol-Amerikai Intézet igazgatója volt. 1993 óta egyetemi tanár. 1992-1993 között a Bölcsészettudományi Kar dékánja, 1993-1995 között pedig rektora volt. 1987-ben a Joensuui Egyetem vendégtanára volt. 1987-1990 között a Minnesotai, Oklahomai, irvine-i Kaliforniai Egyetemen Fulbright professzora volt. 1994-1998 között a HAAS (Hungarian Association for American Studies) társelnöke volt. 1995-1999 között a HUSSE (Hungarian Society for the Study of English) elnöke volt. 1997-2000, valamint 2004-2007 között a Magyar Tudományos Akadémia közgyűlési képviselője, a Kutatási-értékelési Bizottság tagja, a Modern Filológiai Bizottság társelnöke volt. 1998-2000 között a Texasi Keresztény Egyetem vendégprofesszora volt. 1998-ban valamint 2002-2004 között a Magyar-Amerikai Fulbright-bizottság elnöke volt. 1999 óta az Irodalomtudományi Bizottság tagja. 2004 óta a Magyar Felsőoktatás Barátai Alapítvány kuratóriumának elnöke. 2005 óta az egri Eszterházy Károly Főiskola amerikanisztikai tanszékének egyetemi tanára.

## Művei
- Swift, a szatirikus és a tervező (1973)
- Válság és komikum (1982)
- Az amerikai minimalista próza (1994)
- Mai amerikai regénykalauz (1995)
- Világregény – regényvilág (1998)
- A szavak szépsége, avagy A bibliográfus igazsága. Tisztelgés Vadon Lehel 70. születésnapján, 1-2.; szerk. Abády Nagy Zoltán, Kádár Judit Ágnes, Tarnóc András; EKF Líceum, Eger, 2012

## Műfordításai
- John Barth: Bolyongás az elvarázsolt kastélyban (regény, 1977)
- Walker Percy: Hurrikánok évszaka (regény, 1984)
- Peter de Vries: A bárány vére (regény, 1985)